# アメリカ大リーグ実況中継
『アメリカ大リーグ実況中継』は1978年4月から1981年10月まで、フジテレビ系で放送されたメジャーリーグの試合中継番組である。

## 概要
フジテレビが開局20周年を迎えた1978年（昭和53年）の4月に、「フジテレビ開局20周年記念特別番組」として、日曜の13時から『アメリカ大リーグ実況中継』、月曜夜には『アメリカ大リーグアワー』が録画中継された。それまでワールドシリーズ単体でダイジェスト放送されたことはあったが、この両番組は日本初のメジャーリーグのレギュラー放送番組である。フジテレビは『アメリカ大リーグハイライト』という30分番組も放送しており、日本におけるメジャーリーグの人気拡大・浸透に注力していた。
最初の中継カードは1978年のナショナル・リーグ開幕戦（シンシナティ・レッズ対ヒューストン・アストロズ戦）で、フジテレビのスポーツアナウンサー（当時）から岩佐徹が現地（レッズの本拠地であったリバーフロント・スタジアム）での実況を任されていた。日本の放送局に勤務するアナウンサーがメジャーリーグ公式戦の日本国内向け中継で実況を担当したことは、ラジオ中継を含めても、この試合での岩佐が初めてである。
1979年（昭和54年）のシーズンになると、毎週日曜昼の放送は維持されたものの、月曜夜の番組枠はなくなり金曜深夜に移動する形となり、また2度に渡って土曜夜にも放送された。その一方でハイライト番組は放送されなくなっている。
1980年（昭和55年）は日曜の午後、1981年（昭和56年）は金曜の深夜に放送枠を編成。中継の頻度が週1回に減ったことから、当時の日本プロ野球（NPB）で現役だった選手・指導者を、NPBの公式戦の合間に「ゲスト解説者」として迎えることもあった。その一方で、1981年には大リーグ選手会によるストライキの影響で、6月12日から7月31日までの50日間にわたって放送を休止。8月9日に開催されたオールスター戦の録画中継から放送を再開したが、番組はこの年限りで幕を下ろした。
試合の中継やハイライト番組には、当時の人気スター選手だったピート・ローズ（レッズ）やレジー・ジャクソン（ニューヨーク・ヤンキース）が数多く登場。中継対象の試合へ出場していた選手には、番組の終了後に活躍の場をNPBに求めた選手も多かった（ロイ・ホワイト、レジー・スミス、ビル・マドロック、ダグ・デシンセイ、ウォーレン・クロマティ、ラリー・パリッシュなど）。

## 放送リスト

### 1978年シーズン
| 放送日   | 曜日 | 時間帯      | 放送カード                   | ゲスト解説                       | 実況   | 備考                               |
| -------- | ---- | ----------- | ---------------------------- | -------------------------------- | ------ | ---------------------------------- |
| 4月9日   | 日   | 13:00-14:30 | レッズ対アストロズ           | 伊東一雄                         | 岩佐徹 | フジテレビ 開局20周年 記念特別番組 |
| 4月10日  | 月   | 19:30-20:54 | レンジャーズ対ヤンキース     | 伊東一雄                         | 岩佐徹 | フジテレビ 開局20周年 記念特別番組 |
| 4月17日  | 月   | 19:30-20:54 | アストロズ対ドジャース       | 伊東一雄                         | 岩佐徹 |                                    |
| 4月23日  | 日   | 13:00-14:30 | ドジャース対レッズ           |                                  |        |                                    |
| 4月24日  | 月   | 20:00-20:54 | ヤンキース対ホワイトソックス |                                  |        |                                    |
| 4月30日  | 日   | 13:00-14:30 | ヤンキース対ブルワーズ       | 伊東一雄                         |        |                                    |
| 5月1日   | 月   | 20:00-20:54 | ヤンキース対オリオールズ     | 八木一郎                         |        |                                    |
| 5月5日   | 金   | 16:00-17:30 | ドジャース対レッズ           |                                  |        |                                    |
| 5月7日   | 日   | 13:00-14:30 | レッズ対メッツ               |                                  |        |                                    |
| 5月8日   | 月   | 20:00-20:54 | フィリーズ対レッズ           | 八木一郎                         |        |                                    |
| 5月21日  | 日   | 16:15-17:40 | ツインズ対レッドソックス     | 八木一郎                         |        |                                    |
| 5月22日  | 月   | 20:00-20:54 | ロイヤルズ対ヤンキース       | 広岡達朗                         |        |                                    |
| 5月28日  | 日   | 13:00-14:30 | タイガース対レッドソックス   | 吉田義男                         |        |                                    |
| 5月29日  | 月   | 20:00-21:48 | ドジャース対ジャイアンツ     | 金田正一                         | 盛山毅 |                                    |
| 6月5日   | 月   | 20:00-21:48 | ジャイアンツ対ドジャース     | 大沢啓二、 伊東一雄              | 盛山毅 |                                    |
| 6月11日  | 日   | 13:00-14:30 | フィリーズ対ドジャース       | 関根潤三、 八木一郎              |        |                                    |
| 6月12日  | 月   | 20:00-21:48 | レッズ対パイレーツ           | 野村克也、 伊東一雄              | 盛山毅 |                                    |
| 6月18日  | 日   | 13:00-14:30 | パイレーツ対レッズ           | 江藤慎一、 八木一郎              |        |                                    |
| 6月19日  | 月   | 20:00-21:48 | レッズ対カブス               | 土井淳、 伊東一雄                | 盛山毅 |                                    |
| 6月25日  | 日   | 13:00-14:30 | レッドソックス対ヤンキース   | 豊田泰光、 八木一郎              |        |                                    |
| 6月26日  | 月   | 20:00-21:48 | レッズ対カージナルス         | 金田正一                         | 盛山毅 |                                    |
| 7月2日   | 日   | 13:00-14:30 | ドジャース対レッズ           | 関根潤三、 八木一郎              |        |                                    |
| 7月3日   | 月   | 20:00-21:48 | レッドソックス対オリオールズ | 森昌彦、 伊東一雄                | 盛山毅 |                                    |
| 7月17日  | 月   | 20:00-21:48 | ナ・リーグ対ア・リーグ       | 中上英雄、 ディマジオ、 伊東一雄 | 盛山毅 | 大リーグオールスター戦             |
| 7月23日  | 日   | 13:00-14:30 | パイレーツ対ジャイアンツ     | 関根潤三                         |        |                                    |
| 7月24日  | 月   | 20:00-20:54 | レッズ対メッツ               | 中上英雄                         |        |                                    |
| 7月30日  | 日   | 13:00-14:30 | ロイヤルズ対レッドソックス   | 伊東一雄                         |        |                                    |
| 7月31日  | 月   | 20:00-20:54 | エクスポズ対レッズ           | 広岡達朗                         |        |                                    |
| 8月6日   | 日   | 13:00-14:30 | フィリーズ対メッツ           | 豊田泰光                         |        |                                    |
| 8月7日   | 月   | 20:00-20:54 | レッズ対フィリーズ           | 土井淳                           |        |                                    |
| 8月13日  | 日   | 13:00-14:30 | レッズ対ブレーブス           | 関根潤三、八木一郎               |        |                                    |
| 8月14日  | 月   | 20:00-20:54 | ジャイアンツ対ドジャース     | 大沢啓二                         |        |                                    |
| 8月20日  | 日   | 13:00-14:30 | フィリーズ対パイレーツ       | 八木一郎                         |        |                                    |
| 8月27日  | 日   | 13:00-14:30 | カブス対レッズ               | 中上英雄                         | 岩佐徹 |                                    |
| 9月3日   | 日   | 13:00-14:30 | ドジャース対フィリーズ       | 中上英雄                         |        |                                    |
| 9月4日   | 月   | 20:00-20:54 | エンゼルス対ヤンキース       | 佐々木信也                       |        | ジャパンナイト                     |
| 9月10日  | 日   | 13:00-14:30 | ドジャース対フィリーズ       |                                  |        |                                    |
| 9月17日  | 日   | 13:00-14:30 | レッドソックス対ヤンキース   |                                  |        |                                    |
| 9月18日  | 月   | 20:00-20:54 | レッドソックス対ヤンキース   |                                  |        |                                    |
| 9月24日  | 日   | 13:00-14:30 | ヤンキース対レッドソックス   |                                  |        |                                    |
| 10月1日  | 日   | 13:00-14:30 | ドジャース対パドレス         | 中上英雄                         |        |                                    |
| 10月8日  | 日   | 13:00-14:30 | ドジャース対フィリーズ       | 中上英雄                         |        | ナ・リーグ優勝決定 シリーズ第3戦   |
| 10月9日  | 月   | 20:00-20:54 | ヤンキース対ロイヤルズ       | 吉田義男                         |        | ア・リーグ優勝決定 シリーズ第4戦   |
| 10月10日 | 日   | 16:30-17:55 | ドジャース対フィリーズ       | 中上英雄                         |        | ナ・リーグ優勝決定 シリーズ第4戦   |
| 10月11日 | 水   | 19:30-20:54 | ドジャース対ヤンキース       |                                  |        | ワールドシリーズ 第1戦             |
| 10月12日 | 木   | 16:30-18:00 | ドジャース対ヤンキース       |                                  |        | ワールドシリーズ 第2戦             |
| 10月15日 | 日   | 11:15-13:30 | ヤンキース対ドジャース       |                                  |        | ワールドシリーズ 第4戦             |
| 10月16日 | 月   | 19:30-20:54 | ヤンキース対ドジャース       |                                  |        | ワールドシリーズ 第5戦             |
| 10月23日 | 月   | 20:00-20:54 | ドジャース対ヤンキース       |                                  |        | ワールドシリーズ 第6戦             |

### 1979年シーズン
| 放送日   | 曜日 | 時間帯      | 放送カード                       | ゲスト解説 | 実況   | 備考                            |
| -------- | ---- | ----------- | -------------------------------- | ---------- | ------ | ------------------------------- |
| 4月6日   | 金   | 23:55-      | レッズ対ジャイアンツ             |            |        |                                 |
| 4月8日   | 日   | 13:00-14:30 | ヤンキース対ブルワーズ           | 中上英雄   |        |                                 |
| 4月13日  | 金   | 23:55-      | ヤンキース対ブルワーズ           |            |        |                                 |
| 4月15日  | 日   | 13:00-14:30 | オリオールズ対ヤンキース         | 中上英雄   |        |                                 |
| 4月20日  | 金   | 23:55-      | ブレーブス対レッズ               |            |        |                                 |
| 4月21日  | 土   | 19:30-20:54 | ドジャース対アストロズ           | 中上英雄   | 岩佐徹 |                                 |
| 4月22日  | 日   | 13:00-14:30 | パドレス対レッズ                 | 中上英雄   |        |                                 |
| 4月27日  | 金   | 24:25-      | ジャイアンツ対ドジャース         |            |        |                                 |
| 5月4日   | 金   | 23:55-      | エンゼルス対レッドソックス       |            |        |                                 |
| 5月6日   | 日   | 13:00-14:30 | エンゼルス対ヤンキース           | 中上英雄   |        |                                 |
| 5月11日  | 金   | 25:05-      | 不明                             |            |        |                                 |
| 5月12日  | 土   | 19:30-20:54 | カブス対レッズ                   | 中上英雄   | 岩佐徹 |                                 |
| 5月18日  | 金   | 23:55-      | ヤンキース対エンゼルス           |            |        |                                 |
| 5月20日  | 日   | 13:00-14:30 | パイレーツ対レッズ               | 中上英雄   |        |                                 |
| 5月25日  | 金   | 23:55-      | レッズ対ドジャース               |            |        |                                 |
| 5月27日  | 日   | 13:00-14:30 | レッドソックス対ヤンキース       | 中上英雄   | 岩佐徹 |                                 |
| 6月1日   | 金   | 23:55-      | ドジャース対レッズ               |            |        |                                 |
| 6月8日   | 金   | 23:55-      | レッズ対フィリーズ               |            |        |                                 |
| 6月15日  | 金   | 23:55-      | ロイヤルズ対ヤンキース           |            |        |                                 |
| 6月17日  | 日   | 13:00-14:30 | レッズ対エクスポズ               | 中上英雄   |        |                                 |
| 6月22日  | 金   | 23:55-      | レンジャーズ対ヤンキース         |            |        |                                 |
| 6月24日  | 日   | 13:00-14:30 | フィリーズ対レッズ               | 中上英雄   | 岩佐徹 |                                 |
| 6月29日  | 金   | 24:55-      | エンゼルス対ロイヤルズ           |            |        |                                 |
| 7月1日   | 日   | 13:00-14:30 | アストロズ対レッズ               | アイク生原 | 岩佐徹 |                                 |
| 7月6日   | 金   | 23:55-      | ヤンキース対レッドソックス       |            |        |                                 |
| 7月8日   | 日   | 13:00-14:30 | レッズ対アストロズ               | 伊東一雄   |        |                                 |
| 7月13日  | 金   | 23:55-      | レッズ対パイレーツ               |            |        |                                 |
| 7月15日  | 日   | 13:00-14:30 | エンゼルス対レッドソックス       | 伊東一雄   |        |                                 |
| 7月20日  | 金   | 23:55-      | エンゼルス対ヤンキース           |            |        |                                 |
| 7月22日  | 日   | 13:00-14:30 | ア・リーグ対ナ・リーグ           | 伊東一雄   |        | 大リーグオールスター戦          |
| 7月27日  | 金   | 23:55-      | ア・リーグ対ナ・リーグ           |            |        | 大リーグオールスター戦          |
| 7月29日  | 日   | 13:00-14:30 | ヤンキース対エンゼルス           | 中上英雄   | 盛山毅 |                                 |
| 8月3日   | 金   | 23:55-      | ブルワーズ対ヤンキース           |            |        |                                 |
| 8月5日   | 日   | 13:00-14:30 | レッズ対ドジャース               | 中上英雄   |        |                                 |
| 8月10日  | 金   | 23:55-      | ヤンキース対オリオールズ         |            |        |                                 |
| 8月12日  | 日   | 13:00-14:30 | フィリーズ対エクスポズ           | 伊東一雄   | 盛山毅 |                                 |
| 8月17日  | 金   | 23:55-      | オリオールズ対ヤンキース         |            |        |                                 |
| 8月19日  | 日   | 13:00-14:30 | フィリーズ対パイレーツ           | 中上英雄   | 岩佐徹 |                                 |
| 8月24日  | 金   | 23:55-      | レッドソックス対ホワイトソックス |            |        |                                 |
| 8月26日  | 日   | 13:00-14:30 | レッズ対エクスポズ               | 中上英雄   |        |                                 |
| 8月31日  | 金   | 23:55-      | ロイヤルズ対レッドソックス       |            |        |                                 |
| 9月2日   | 日   | 13:00-14:30 | フィリーズ対レッズ               | 中上英雄   | 岩佐徹 |                                 |
| 9月7日   | 金   | 23:55-      | ヤンキース対ロイヤルズ           |            |        |                                 |
| 9月9日   | 日   | 13:00-14:30 | ヤンキース対レッドソックス       | アイク生原 | 岩佐徹 |                                 |
| 9月14日  | 金   | 23:55-      | レッドソックス対オリオールズ     |            |        |                                 |
| 9月16日  | 日   | 13:00-14:30 | レッズ対アストロズ               | 中上英雄   |        |                                 |
| 9月21日  | 金   | 23:55-      | ドジャース対レッズ               | アイク生原 |        |                                 |
| 9月23日  | 日   | 13:00-14:30 | ロイヤルズ対エンゼルス           | 中上英雄   |        |                                 |
| 9月28日  | 金   | 23:55-      | アストロズ対レッズ               | 中上英雄   |        |                                 |
| 10月5日  | 金   | 25:05-      | レッズ対パイレーツ               |            |        | ナ・リーグ優勝決定シリーズ第1戦 |
| 10月7日  | 日   | 13:00-14:30 | オリオールズ対エンゼルス         | 中上英雄   |        | ア・リーグ優勝決定シリーズ第1戦 |
| 10月10日 | 水   | 11:10-12:25 | オリオールズ対パイレーツ         |            |        | ワールドシリーズ第1戦           |
| 10月12日 | 金   | 23:55-      | オリオールズ対パイレーツ         | 吉田義男   |        | ワールドシリーズ第1戦           |
| 10月13日 | 土   | 13:00-14:30 | パイレーツ対オリオールズ         |            |        | ワールドシリーズ第3戦           |
| 10月19日 | 金   | 24:25-      | パイレーツ対オリオールズ         |            |        | ワールドシリーズ第5戦           |
| 10月21日 | 日   | 13:00-14:30 | オリオールズ対パイレーツ         | アイク生原 | 岩佐徹 | ワールドシリーズ第7戦           |
| 10月26日 | 金   | 23:55-      | オリオールズ対パイレーツ         |            |        | ワールドシリーズ総集編          |

### 1980年シーズン
| 放送日   | 曜日 | 時間帯      | 放送カード                 | ゲスト解説         | 実況          | 備考                   |
| -------- | ---- | ----------- | -------------------------- | ------------------ | ------------- | ---------------------- |
| 4月13日  | 日   | 13:00-14:30 | レッズ対ブレーブス         | 張本勲、伊東一雄   | M・キーナート |                        |
| 4月20日  | 日   | 13:00-14:30 | アストロズ対ドジャース     | 八木一郎           | M・キーナート |                        |
| 4月27日  | 日   | 13:00-14:30 | ヤンキース対オリオールズ   | 伊東一雄           | M・キーナート |                        |
| 5月11日  | 日   | 13:00-14:30 | フィリーズ対ドジャース     | 大沢啓二、八木一郎 |               |                        |
| 6月1日   | 日   | 13:00-14:30 | エクスポズ対レッズ         | 土井淳、八木一郎   | M・キーナート |                        |
| 6月15日  | 日   | 13:00-14:30 | エンゼルス対ヤンキース     | 近藤和彦、八木一郎 |               |                        |
| 6月22日  | 日   | 13:00-14:30 | パイレーツ対レッズ         | 堀内恒夫、八木一郎 |               |                        |
| 6月29日  | 日   | 13:00-14:30 | ヤンキース対レッドソックス | 大杉勝男、伊東一雄 |               |                        |
| 7月6日   | 日   | 13:00-14:30 | レッドソックス対ヤンキース | 山内一弘、八木一郎 |               |                        |
| 7月13日  | 日   | 13:00-14:30 | ナ・リーグ対ア・リーグ     | アイク生原         | M・キーナート | 大リーグオールスター戦 |
| 7月20日  | 日   | 13:00-14:30 | フィリーズ対パイレーツ     | 柴田勲、八木一郎   |               |                        |
| 7月27日  | 日   | 13:00-14:30 | パイレーツ対ドジャース     | 大矢明彦、伊東一雄 |               |                        |
| 8月3日   | 日   | 13:00-14:30 | ロイヤルズ対ヤンキース     | 古葉竹識           | M・キーナート |                        |
| 8月17日  | 日   | 13:00-14:30 | パイレーツ対フィリーズ     | 根本陸夫、伊東一雄 |               |                        |
| 8月24日  | 日   | 13:00-14:30 | オリオールズ対ヤンキース   | 武上四郎、八木一郎 |               |                        |
| 8月31日  | 日   | 13:00-14:30 | エンゼルス対ヤンキース     | 土井正三、伊東一雄 |               |                        |
| 9月14日  | 日   | 13:00-14:30 | ヤンキース対エンゼルス     | 山本浩二、伊東一雄 |               |                        |
| 9月21日  | 日   | 13:00-14:30 | レッズ対ドジャース         | 小林繁、八木一郎   |               |                        |
| 9月28日  | 日   | 13:00-14:30 | ヤンキース対レッドソックス | 長島茂雄、伊東一雄 |               |                        |
| 10月15日 | 水   | 16:00-18:00 | フィリーズ対ロイヤルズ     |                    |               | ワールドシリーズ第1戦  |
| 10月18日 | 土   | 12:30-14:00 | ロイヤルズ対フィリーズ     |                    |               | ワールドシリーズ第3戦  |
| 10月19日 | 日   | 13:00-14:25 | ロイヤルズ対フィリーズ     |                    |               | ワールドシリーズ第4戦  |
| 10月20日 | 月   | 16:00-18:00 | ロイヤルズ対フィリーズ     |                    |               | ワールドシリーズ第5戦  |
| 10月25日 | 土   | 12:30-14:00 | フィリーズ対ロイヤルズ     | アイク生原         |               | ワールドシリーズ第6戦  |

### 1981年シーズン
| 放送日   | 曜日 | 時間帯      | 放送カード                       | ゲスト解説 | 実況 | 備考                        |
| -------- | ---- | ----------- | -------------------------------- | ---------- | ---- | --------------------------- |
| 4月10日  | 金   | 24:05-      | レッズ対フィリーズ               | 豊田泰光   |      |                             |
| 4月17日  | 金   | 24:05-      | ヤンキース対レンジャーズ         |            |      |                             |
| 4月24日  | 金   | 24:05-      | アストロズ対パイレーツ           |            |      |                             |
| 5月1日   | 金   | 24:05-      | ブルワーズ対ロイヤルズ           |            |      |                             |
| 5月8日   | 金   | 24:05-      | レッドソックス対ツインズ         |            |      |                             |
| 5月15日  | 金   | 24:05-      | レッズ対アストロズ               | 土橋正幸   |      |                             |
| 5月22日  | 金   | 24:05-      | レッドソックス対ロイヤルズ       |            |      |                             |
| 5月29日  | 金   | 24:05-      | レッズ対ドジャース               |            |      |                             |
| 6月5日   | 金   | 24:05-      | インディアンス対ヤンキース       |            |      |                             |
| 6月12日  | 金   | 24:05-      | ロイヤルズ対ヤンキース           |            |      |                             |
| 8月14日  | 金   | 24:05-      | ア・リーグ対ナ・リーグ           | 長島茂雄   |      | 大リーグオールスター戦      |
| 8月21日  | 金   | 24:05-      | オリオールズ対ホワイトソックス   |            |      |                             |
| 8月28日  | 金   | 24:05-      | フィリーズ対アストロズ           |            |      |                             |
| 9月4日   | 金   | 24:05-      | アスレティックス対レッドソックス |            |      |                             |
| 9月11日  | 金   | 24:05-      | フィリーズ対レッズ               | 荒川博     |      |                             |
| 9月18日  | 金   | 24:05-      | カブス対エクスポズ               | 土橋正幸   |      |                             |
| 9月25日  | 金   | 24:05-      | レッドソックス対ヤンキース       |            |      |                             |
| 10月2日  | 金   | 24:10-      | ブルワーズ対タイガース           |            |      |                             |
| 10月9日  | 金   | 24:10-      | ロイヤルズ対アスレティックス     |            |      |                             |
| 10月16日 | 金   | 24:10-      | 不明                             |            |      | リーグ優勝決定シリーズ第1戦 |
| 10月21日 | 水   | 16:00-18:00 | ヤンキース対ドジャース           | 長島茂雄   |      | ワールドシリーズ第1戦       |
| 10月23日 | 金   | 24:10-      | ヤンキース対ドジャース           | 長島茂雄   |      | ワールドシリーズ第2戦       |
| 10月24日 | 土   | 16:00-17:25 | ドジャース対ヤンキース           | 長島茂雄   |      | ワールドシリーズ第3戦       |
| 10月25日 | 日   | 16:00-17:25 | ドジャース対ヤンキース           | 長島茂雄   |      | ワールドシリーズ第4戦       |
| 10月30日 | 金   | 24:10-      | ヤンキース対ドジャース           | 長島茂雄   |      | ワールドシリーズ第6戦       |